# Форхтенберг
Форхтенберг (нем. Forchtenberg) — город в Германии, в земле Баден-Вюртемберг. 
Подчинён административному округу Штутгарт. Входит в состав района Хоэнлоэ. Подчиняется управлению „Миттлерес Кохерталь“.  Население составляет 4980 человек (на 31 декабря 2010 года). Занимает площадь 38,07 км². Официальный код  —  08 1 26 028.
Город подразделяется на 5 городских районов.

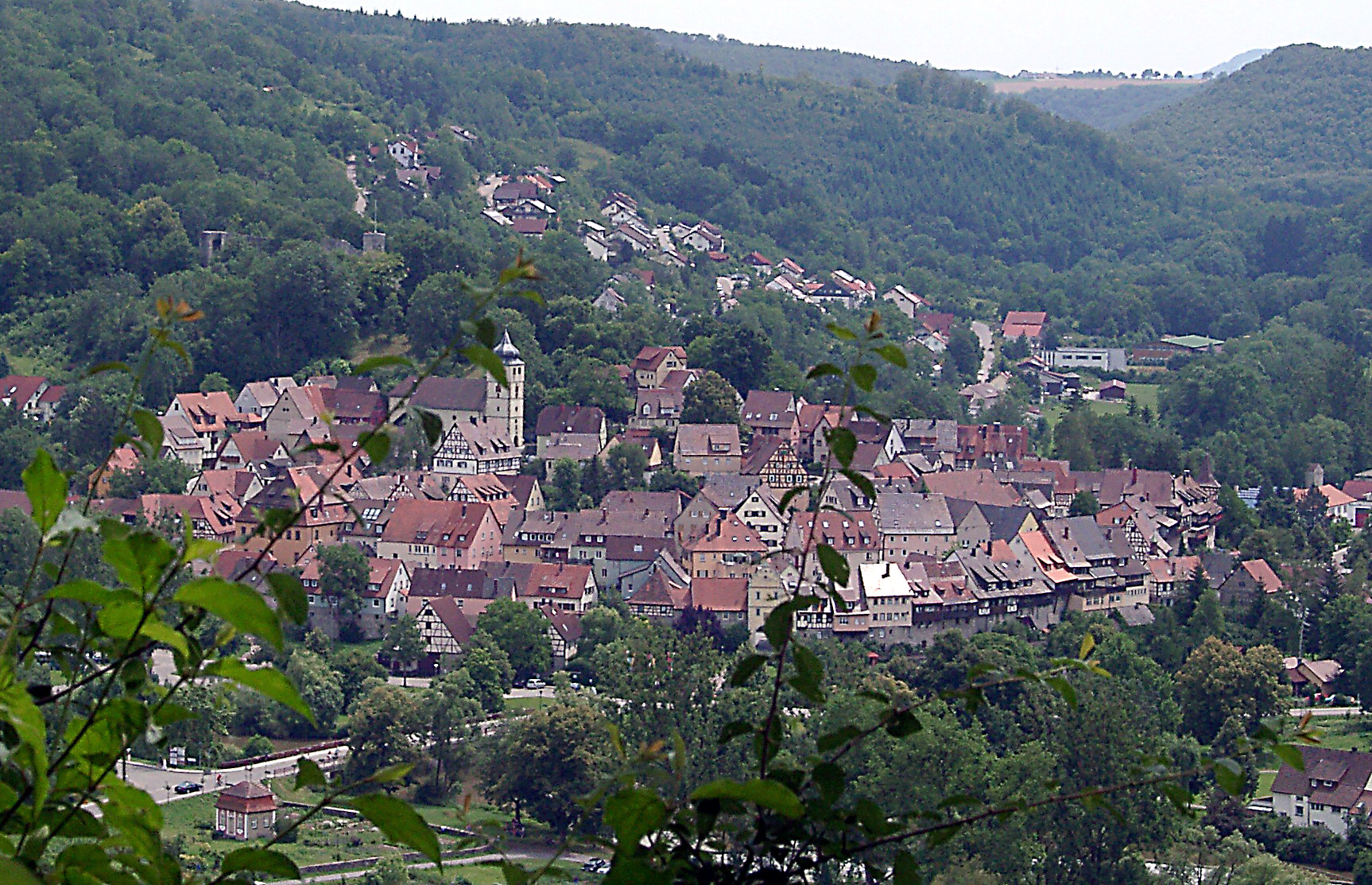
Форхтенберг

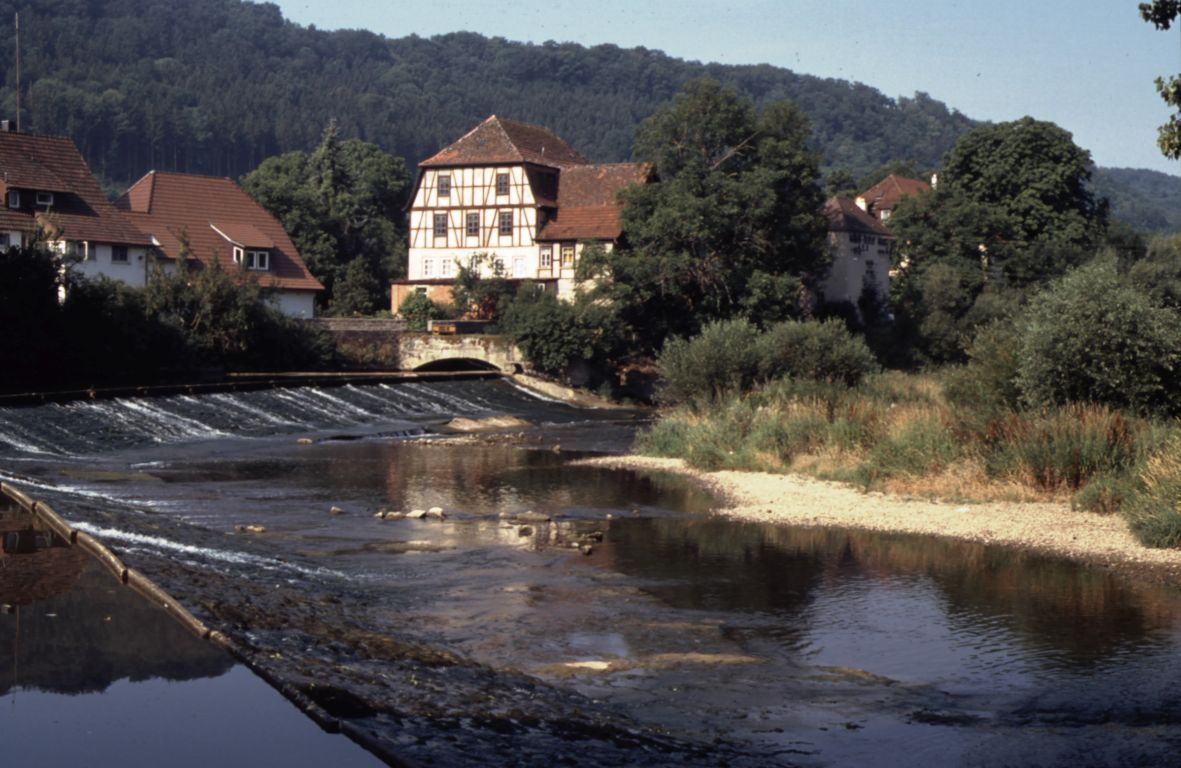
Форхтенберг